# Lex Plautia Papiria
Mit der Lex Plautia Papiria, einem Plebiszit der Volkstribunen Marcus Plautius Silvanus und Gaius Papirius Carbo aus dem Jahr 89 v. Chr., wurde als Ergebnis des Bundesgenossenkriegs allen Bewohnern mit Rom verbündeter Städte im südlich des Po gelegenen Teil von Italien das römische Bürgerrecht gewährt. Bedingung war, dass sie ihren Namen binnen 60 Tagen bei dem Praetor in Rom meldeten.
Im gleichen Jahr wurde mit der Lex Pompeia de Transpadanis („über die Transpadaner“) des Konsuls Gnaeus Pompeius Strabo den Bewohnern Italiens nördlich des Po das latinische Bürgerrecht verliehen.
Mit diesen beiden Gesetzen wurden die bisherigen Regelungen zum Bürgerrecht abgelöst, so die Bestimmungen des Volkstribuns Lucius Calpurnius Piso, des Enkels des gleichnamigen Historikers, und die des Lucius Iulius Caesar. Ersterer hatte das Bürgerrecht verdienten Soldaten, letzterer als Konsul 90 v. Chr. lediglich den im Bundesgenossenkrieg Rom loyal gebliebenen Städten verleihen wollen. Nachdem sich die politische und die militärische Lage in den Jahren 90 und 89 jedoch zu Ungunsten Roms entwickelt hatten, musste der Forderung der Aufständischen vollständig nachgegeben und das begehrte Bürgerrecht allen Bewohnern Italiens eröffnet werden.
Die Lex Plautia Papiria sorgte aber binnen kurzer Zeit für die endgültige Überforderung der politischen Institutionen der Römischen Republik. Die Teilnahme eines nennenswerten Anteils der Bürger an den Volksversammlungen (Komitien) in Rom war nunmehr unmöglich geworden, Instrumente zur sonstigen politischen Teilhabe der lokalen Eliten in anderen Gebieten Italiens gab es nicht. Erst die Prinzipatsverfassung (wenngleich es sie nie als ausformuliertes System gegeben hat) schuf eine tragfähige Ordnung für das durch die lex Plautia Papiria enorm angewachsene Gemeinwesen.